# Gerhard Meyer (Landessuperintendent)
Gerhard Meyer (* 3. September 1909 in Blomberg; † 13. Oktober 1994 in Norden, Ostfriesland) war ein deutscher lutherischer Geistlicher und zuletzt Landessuperintendent des Sprengels Ostfriesland-Ems der Evangelisch-lutherischen Landeskirche Hannovers.

## Leben
Meyer wurde nach dem Studium der evangelischen Theologie am 30. April 1939 in Clausthal ordiniert und dort als Pastor eingeführt. Später war er Pastor in Northeim und Aurich sowie ab 1946 in Loccum. 1954 wurde er Superintendent in Göttingen, 1966 Landessuperintendent für den Sprengel Ostfriesland. Am 1. Oktober 1976 trat er in den Ruhestand.